# Nyctobia longipennis
Nyctobia longipennis là một loài bướm đêm trong họ Geometridae.